# Hans Granfelt
Hans Olof Clemens Granfelt (Estocolmo, 26 de octubre de 1897-Danderyd, 5 de septiembre de 1963) fue un deportista sueco que compitió en atletismo y esgrima.
Participó en dos Juegos Olímpicos de Verano, obteniendo una medalla de plata en Berlín 1936 en esgrima. Ganó dos medallas de bronce en el Campeonato Mundial de Esgrima en los años 1931 y 1937.

## Palmarés internacional
| Juegos Olímpicos   | Juegos Olímpicos  | Juegos Olímpicos  | Juegos Olímpicos   |
| Año                | Lugar             | Medalla           | Prueba             |
| ------------------ | ----------------- | ----------------- | ------------------ |
| 1936               | Berlín (Alemania) | Medalla de plata  | Espada por equipos |
| Campeonato Mundial |                   |                   |                    |
| Año                | Lugar             | Medalla           | Prueba             |
| 1931               | Viena (Austria)   | Medalla de bronce | Espada por equipos |
| 1937               | París (Francia)   | Medalla de bronce | Espada por equipos |